# Velanne-le-Bois
Velanne-le-Bois era una comuna francesa que estaba situada en el departamento de Valle del Oise, de la región de Isla de Francia, que entre 1790 y 1794 se fusionó con la comuna de Velanne-la-Ville, formando la nueva comuna de Velanne.

## Demografía
No constan datos demográficos de la comuna en el momento de su fusión.